# 航空自衛隊事務用品発注官製談合事件
航空自衛隊事務用品発注官製談合事件（こうくうじえいたいじむようひんはっちゅうかんせいだんごうじけん）とは、航空自衛隊第1補給処で行われた組織的防衛不祥事。

## 概要
一般事務用品の調達・管理を担当する千葉県木更津市の航空自衛隊第1補給処において、平成17年度（2005年4月）から20年度（2008年3月）の4年間にわたり発注したオフィス用品の入札を巡って、官側が組織的に談合を主導していたことが2010年（平成22年）3月に発覚。公正取引委員会は官製談合防止法違反に当たるとして防衛省に改善を勧告。当面の処置として防衛省は公正取引委員会から排除命令を受けた関連企業5社を3月31日から1年間指名停止処分としたほか、防衛大臣政務官を委員長とする事案調査・検討委員会を設置して全容の解明に乗り出した。
その後、調査の本格化に伴い同処の業務運営に支障が生じたことから7月の将補人事で処長（空将補）を航空幕僚監部付とし、事案調査・検討委員会で原因の徹底究明を行い、12月14日に同委員会は調査報告書を公表した。その内容によると、本事案の調査対象となった会計年度に締結した計311件、約75億6000万円に上る事務用品の契約のすべてが官製談合だったこと、うち216件は航空機修理費などから約60億円を財務省の承認を得ないまま無断で流用し机・椅子などの事務用品の購入費用に充てていたことが明らかとなった。防衛省は同日付で、更迭した前処長を停職30日とするなど22名を懲戒処分、監督責任として外薗健一朗航空幕僚長以下28名を内規に基づく訓戒とするなど計50人を処分した。この処分を受け、外薗空幕長と航空自衛隊補給本部長が監督責任を取り引責辞任した。
本事件の要因として事案調査・検討委員会は「OB・OGの天下り先企業への配慮が常態的に行われており、当該企業が優先的に落札できるよう組織的に談合を主導していた」と結論づけており、同省は再発防止策として今後10年間、本談合に関連した企業にOB・OGを再就職させない措置をとる、としている。
本事件内容を最初に告発したのは2008年2月28日に出版された『自衛隊2500日失望記』（須賀雅則著・光文社）である。同著P.91の「地域ごとに業者が指定されている巧妙な官製談合」の章で実態が詳細に記述されている。元部隊補給担当であった著者が指定業者以外で安価なオフィス家具を第1補給処に装備要望したら、すべて却下された。困った著者が補給本部の空曹に相談したところ、官製談合の仕組みを教えてもらい、翌年その指定業者で高額なオフィス家具を装備要望したら、すべて要望通りに家具が納入されたという現場レベルの実証例である。著者が相談した補給本部空曹のコメントも今回の談合事件内容そのものである。
2006年に発覚した防衛施設庁談合事件を機に同省は防衛装備品の調達・管理を担当する機関である装備本部を装備施設本部に改組、防衛監察本部の新編を行ったが、その後も防衛省内では依然として官民癒着が継続しており、また上には甘く下とは馴れ合うという旧時代の体質が何一つとして改善されていないことがこの事件によって明らかとなった。

## 指名停止処分を受けた企業
- イトーキ - 1年[7]
- ライオン事務器 - 1年[7]
- プラス（子会社のジョインテックス・アスクルを含む） - 1年[7]
- 岡村製作所 - 1年[7]
- 内田洋行 - 1年[7]
- コクヨファニチャー - 半年[7]

## 事件の影響と組織改編
3年間にわたる組織的談合事件の影響を受けて航空自衛隊は補給・調達部門の抜本的改革を行うことを決定した。2013年8月1日付をもって第1補給処を廃止し、3個補給処体制となった。
- 第1補給処本処及び立川支処 - 入間基地所在の航空自衛隊第4補給処木更津支処及び立川支処[11]。
- 第1補給処東京支処 - 岐阜基地所在の航空自衛隊第2補給処十条支処